# Interborough Rapid Transit Company

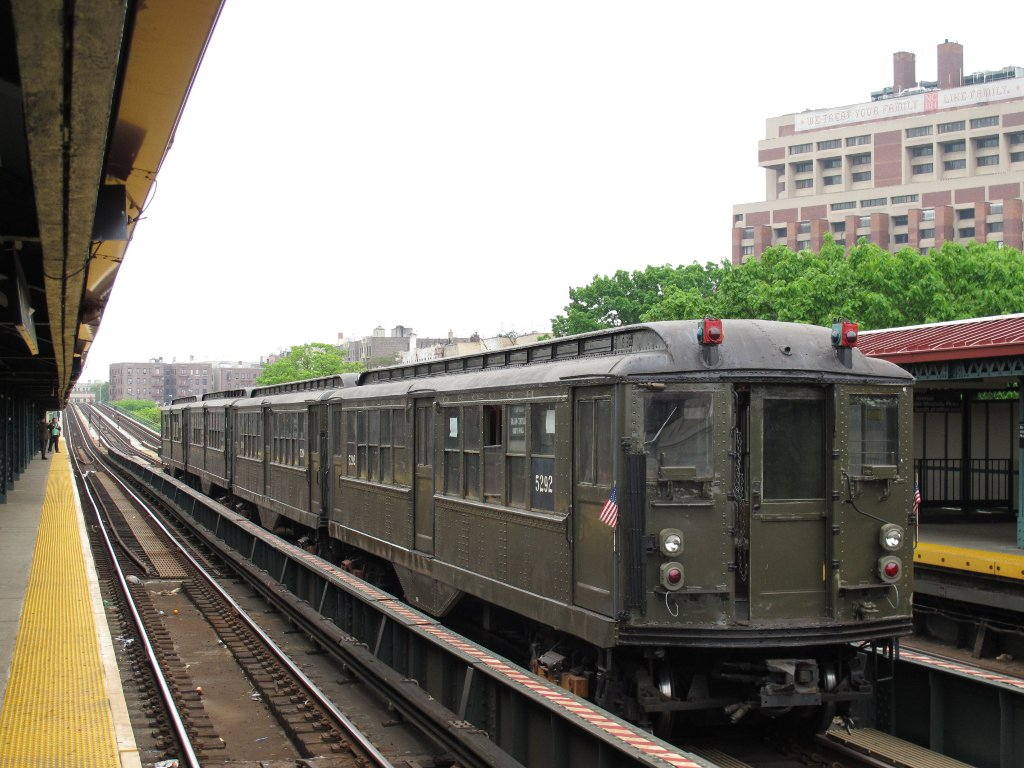
Métro composé d'anciennes rames basse tension exploitées sur le réseau de l'IRT.

Pour les articles homonymes, voir IRT.
L'Interborough Rapid Transit Company (ou IRT) était une entreprise de transport en commun de la ville de New York qui fut notamment l'opérateur de la première ligne souterraine du métro de la ville à la suite de son inauguration en 1904. L'IRT gérait également plusieurs lignes de métro aériennes construites auparavant (le Manhattan Railway), ainsi que d'autres lignes de transport ferroviaire dans le reste de la ville. L'IRT fut acquise par la ville et consolidée dans un réseau unique en juin 1940. L'IRT constitue avec la Brooklyn-Manhattan Transit Corporation (BMT) et l'Independent Subway System (IND) l'un des trois réseaux historiques et autrefois concurrents à l'origine de l'actuel métro de New York.
D'un point de vue technique, les métros de l'IRT sont à présent rattachés à la Division A du réseau métropolitain de la ville de New York. Les lignes issues de l'ancienne IRT sont désignées par des chiffres allant de 1 à 7, à l'exception de la S 42nd Street Shuttle. Les trois lignes principales issues de la Division A sont :
- la Broadway-Seventh Avenue Line (métros 1, 2 et 3) ;
- la Lexington Avenue Line (métros 4, 5, 6 et <6>) ;
- la Flushing Line (métros 7 et <7>).

## Histoire

### Le métro souterrain: un projet risqué qui peina à attirer les entrepreneurs

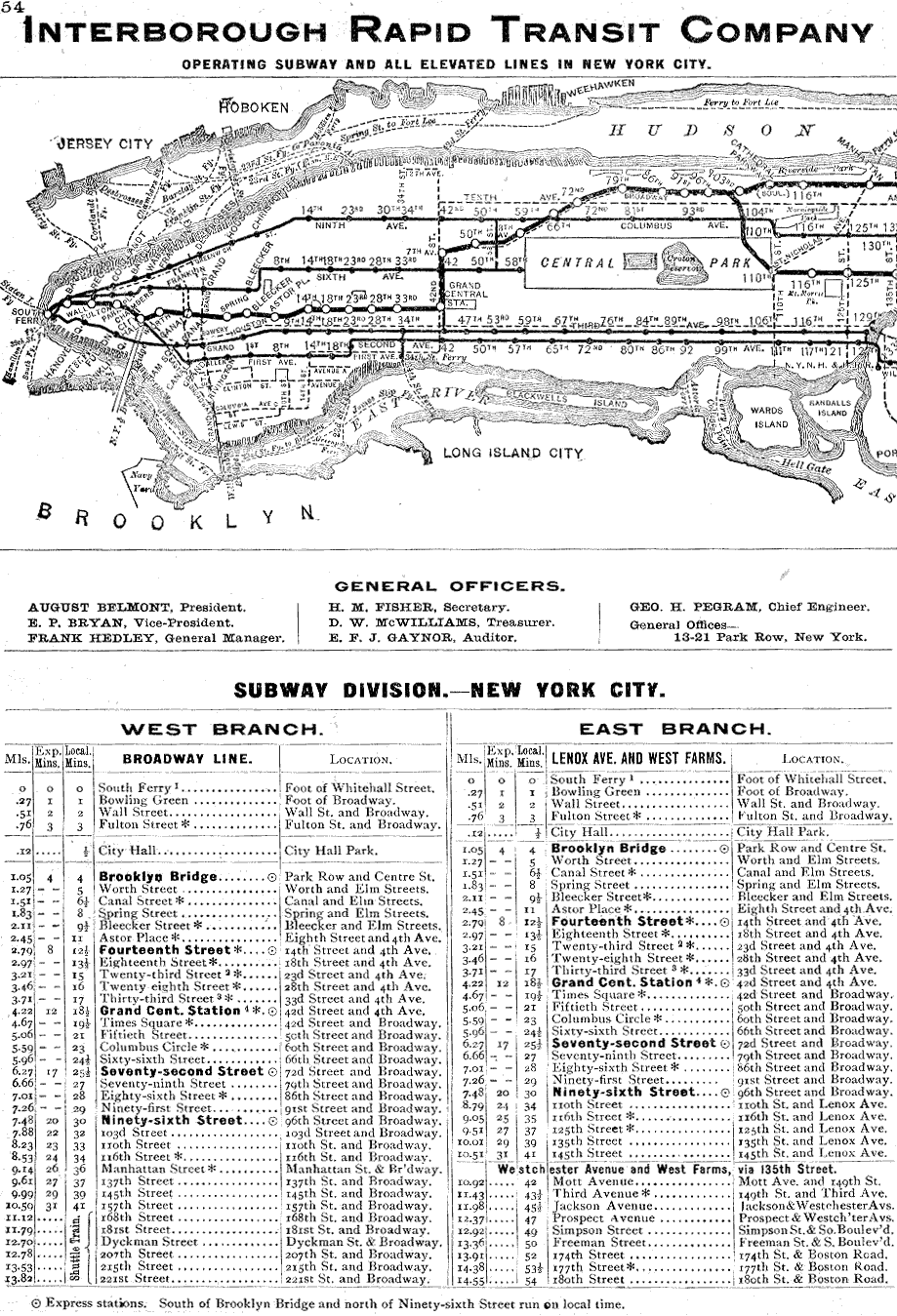
Le réseau de l'IRT en 1906.

Le 8 juin 1894, le Board of Rapid Transit Railroad Commissioners, créé la même année organisa sa première réunion. À la fin du XIXe siècle, le métro souterrain constituait une véritable innovation, et demeurait une expérience totalement nouvelle pour la ville de New York en dépit de l'expérience du Beach Pneumatic Transit, ouvert en 1869 mais fermé quatre ans plus tard en 1873. Ainsi, en dépit des expériences réussies de Londres puis de Boston, le scepticisme et la réticence à se lancer dans ce nouveau mode de transport étaient dominants, ce qui découragea de nombreux investisseurs potentiels. Ainsi, de nombreux acteurs éminents de l'industrie ferroviaire de l'époque furent approchés par le Board, mais tous sans exception refusèrent de prendre en main le projet, par peur d'engager des sommes trop importantes dans un projet incertain, et ce en dépit du soutien financier de la ville durant la construction.
Deux hommes qui avaient toutes les qualités requises pour gérer cette situation de crise finirent cependant par se manifester ; d'un côté le banquier August Belmont, qui disposait d'immenses ressources financières, et de l'autre l'entrepreneur John B. McDonald qui disposait d'une forte expertise dans les constructions souterraines. Un autre entrepreneur expérimenté en la personne de Andrew Onderdonk se manifesta également au même moment, mais le soutien financier de Belmont permit finalement à McDonald d'entreprendre les travaux. Ainsi, le 15 janvier 1900, jour de l'ouverture de l'appel d'offres et après avoir baissé le capital minimal que l'entreprise responsable du chantier devrait libérer, la ville reçut deux offres concurrentes et alors que McDonald proposa de construire l'ensemble de la ligne pour 35 000 000$, Onderdonk se manifesta avec une offre de 39 300 000$. En outre, Onderdonk proposa à la ville un intéressement d'un montant de 5 % sur le premier million de chiffres d'affaires au-delà de 5 000 000$ par an, puis 2,5 % supplémentaires par tranche de un million dans la limite de 15 %. Un comité trancha finalement en faveur de la proposition de McDonald. Belmont fut alors invité à créer une nouvelle entreprise destinée à s'engager avec McDonald dans la promotion du projet et le financement de la construction. C'est ainsi que fut créée la Rapid Transit Subway Construction Company (« Entreprise de construction du métro souterrain »).

### Le contrat 1: un accord avec la ville pour la construction de la première ligne
Le 21 février 1900, un premier contrat fut signé entre la ville de New York et la Rapid Transit Subway Construction Company, après que la Cour D'Appel approuva un plan définissant plusieurs niveaux de cautions sur les emprunts obligataires contractés par la ville. Ce contrat, qui fut ensuite connu sous le nom de « Contrat 1 » (Contract 1) (et qui servit de base aux futurs Dual Contracts signés en 1913) englobait à la fois les conditions de construction de la ligne, ainsi que de l'installation de l'ensemble des équipements nécessaires à son fonctionnement, de même qu'une gestion sous la forme d'un bail de 50 ans renouvelables pour une durée de 25 ans moyennant une revalorisation du loyer d'exploitation. Ainsi, même si McDonald disposait du statut de contracteur et de preneur à bail, la ville disposait d'un droit de regard sur la construction, et était en droit de contrôle et d'approuver les matériaux utilisés. En outre, le contrat stipulait que la ligne devrait être terminée dans les quatre ans et demi suivant l'entrée en vigueur du contrat.
Le 24 mars 1900, le premier coup de pioche fut donné devant le City Hall, même si les premiers travaux ne commencèrent que plusieurs mois plus tard, le temps que les plans définitifs soient tracés et que tous les ingénieurs soient recrutés. La Rapid Transit Subway Construction Company créée par Belmont fut incorporée avec un capital de 6 000 000$ sous forme d'actions ordinaires, proposées à la vente à toute personne intéressée par le projet. Cornelius Vanderbilt III, descendant de l'entrepreneur américain du même nom, qui était l'un des dirigeants du New York Central Railroad en faisait partie.

### Le contrat 2: une extension vers Brooklyn rendue nécessaire par la consolidation
Le projet d'une extension de la première ligne souterraine vers le Kings County (Brooklyn), rattaché à la ville de New York depuis 1898 devint l'une des priorités de la Rapid Transit Commission une fois le Contrat 1 qui prévoyait des dessertes de Manhattan et du Bronx fut signé. L'un des premiers obstacles auquel ce projet fut confronté tenait à la nature des clauses contenues dans le Rapid Transit Act, adopté quatre ans avant que Brooklyn ne soit rattaché à la ville. En particulier, il était question de savoir si l'autorisation de construction de lignes souterraines dans la « Vieille Ville » (Manhattan et Bronx) était aussi valable dans les nouveaux comtés de Kings, Richmond et dans le Queens. Une loi étendant les prérogatives du Board à l'ensemble des arrondissements de la ville fut ainsi votée le 23 avril 1900.
Au cours de l'année 1900, une délégation des représentants du Kings County se rendit à plusieurs reprises à Manhattan pour demander la construction d'une extension du réseau souterrain vers Brooklyn. Plusieurs audiences eurent ainsi lieu au cours du mois de mai, notamment pour discuter du tracé qui serait adopté. Deux lignes furent ainsi proposées : la première consistait en une prolongation de la ligne au sud de Manhattan entre Broadway et Whitehall Street, qui passerait sous l'East River pour rejoindre Joralemon Street, Fulton Street et Flatbush Avenue jusqu'à Atlantic Avenue. La deuxième ligne proposée suivait le même parcours à Manhattan, mais devait rentrer à Brooklyn par Hamilton Avenue pour rejoindre Bay Ridge. L'étude de la situation s'étendit ainsi à l'ensemble de l'année. 
Le 24 janvier 1901, le Rapid Transit Board adopta le tracé et le projet d'extension du métro souterrain vers Brooklyn en retenant le premier tracé proposé. Les raisons invoquées pour cette décision étaient que le premier tracé permettait de desservir des carrefours importants de Brooklyn tels que le Borough Hall Park et la gare ferroviaire de Long Island. En outre, ce tracé permettrait un éventuel prolongement de la ligne vers tous les quartiers importants de Brooklyn une fois que les finances de la ville le permettraient. Après avoir obtenu l'approbation du maire et de l'assemblée municipale, le projet obtint l'aval de l'Appellate Divisions en janvier 1902, et une première version du contrat relatif à l'extension de la ligne vers Brooklyn fut proposée le 23 mai 1902. Le contrat stipulait entre autres qu'au cours de l'appel d'offres, les entreprises intéressées devraient préciser quel raccordements elles comptaient mettre en place avec les lignes existantes avec la contrainte d'un prix de voyage de 5 cents. Cela constituait une manière d'inciter l’entreprise de Belmont, chargée de l'exécution du Contrat 1 de soumettre une offre, ce qui permettrait de confier la gestion de l'ensemble du réseau souterrain à une seule entreprise. Le vainqueur de l'appel d'offres disposerait d'une durée de deux ans après l'entrée en vigueur du contrat pour réaliser la ligne. En outre, le nouveau contrat, adopté le 12 juin 1902, comportait une différence fondamentale avec le Contrat 1, puisqu'il incluait une durée de bail de trente-cinq ans au lieu de cinquante.
Trois offres furent reçues par la ville le 21 juillet 1902:
- La première fut formulée par la Brooklyn Rapid Transit Company (BRT), qui proposa un total de 8 000 000$ répartis entre la construction de la ligne pour 7 000 000$, et 1 000 000$ pour les stations. Dans cette offre, la BRT proposa des raccordements avec ses lignes aériennes, entre autres vers Fort Hamilton, Kings Highway sur les voies en direction de Coney Island et East New York.
- La Rapid Transit Subway Construction Company proposa une offre à 4 000 000$, en incluant des raccordements avec les lignes souterraines du Contrat 1. En outre, John B. McDonald s'engagea, si cette offre était retenue, à construire une extension du métro souterrain qui passerait sous Broadway au sud de la 42e rue pour rejoindre Union Square.
- La Rapid Transit Subway Construction Company proposa une seconde offre à 3 000 000$, identique à la précédente, mais sans engagement de construire une prolongation entre la 42e rue et Union Square.

Le 24 juin 1902, la ville accepta la troisième offre, et confia le contrat à l'Interborough Rapid Transit Company, établie le 6 mai 1902 par August Belmont,. 
Le 1er avril 1903, un peu plus d'un an avant l'ouverture de sa première ligne souterraine, l'IRT prit à bail le contrôle de la ligne aérienne du Manhattan Railway, ce qui lui permit d'acquérir un monopole sur le transport métropolitain à Manhattan. Le réseau du Manhattan Railway se composait de quatre lignes et comptait une liaison vers le Bronx. L'IRT mit en place plusieurs dessertes entre ses futures lignes souterraines et ces lignes aériennes, mais toutes les anciennes lignes du Manhattan Railway ont depuis été détruites.
La première ligne souterraine appartenant à l'IRT fut inaugurée le 27 octobre 1904. Elle fut créée après plus de vingt années de discussion au sujet de l'efficacité et de la rentabilité d'un réseau métropolitain, alors que la ville possédait un très bon réseau de chemin de fer. L'IRT fut rachetée par la ville de New York en 1940, et les anciennes lignes de l'IRT font à présent partie de la'IRT Division de la New York City Transit Authority, cette division étant plus communément appelée Division A.

## Héritage du réseau

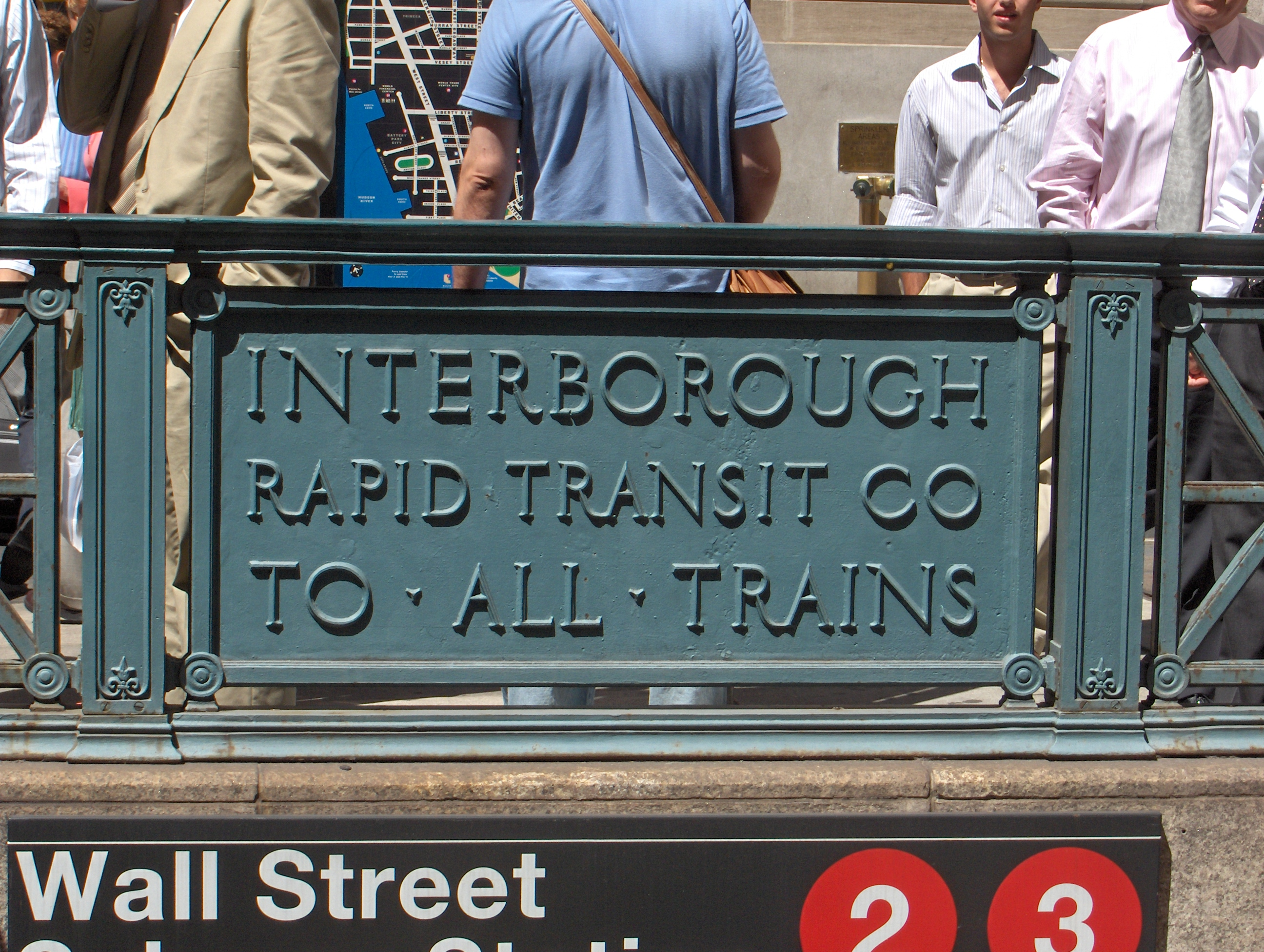
Un panneau de l'ancienne IRT à l'entrée de la station de Wall Street.

Les lignes issues du réseau de l'IRT sont souterraines à Manhattan, à l'exception d'une courte section qui va de la 125e rue à Harlem à l'extrême nord de l'île. Ses nombreuses lignes dans le Bronx sont essentiellement aériennes, avec quelques sections souterraines, et quelques passages semblables à des chemins de fer acquis à la suite de la disparition de l'ancien New York, Westchester and Boston Railway et qui constituent aujourd'hui l'IRT Dyre Avenue Line. À Brooklyn, les lignes sont souterraines à l'exception d'une unique ramification aérienne qui dessert New Lots Avenue tandis que l'autre dessert Flatbush Avenue via l'IRT Nostrand Avenue Line qui est souterraine. L'IRT Flushing Line qui dessert le Queens est quant à elle entièrement aérienne à l'exception d'une portion à proximité du  East River tunnel ainsi que vers le terminus de Flushing – Main Street (la section de la ligne située à Manhattan est quant à elle totalement souterraine. Depuis la fermeture de l'IRT Second Avenue Line le 13 juin 1942, l'IRT Flushing Line n'est plus reliée au reste du réseau de l'IRT.
La Division A et la Division B sont néanmoins connectées via la BMT Astoria Line au niveau de la station Queensboro Plaza.